# Dánia a 2020. évi nyári olimpiai játékokon
Dánia a japán Tokióban megrendezett 2020. évi nyári olimpiai játékok egyik részt vevő nemzete volt. Az országot az olimpián 16 sportágban 104 sportoló képviselte, akik összesen 11 érmet szereztek.

## Érmesek
| Érem  | Versenyző | Sportág       | Versenyszám                    |
| ----- | --- | ------------- | ------------------------------ |
| Arany | Lasse Norman Hansen Michael Mørkøv | Kerékpározás  | Férfi madison                  |
| Arany | Viktor Axelsen | Tollaslabda   | Férfi egyes                    |
| Arany | Anne-Marie Rindom | Vitorlázás    | Női laser radial               |
| Ezüst | Lasse Norman Hansen Niklas Larsen Frederik Madsen Rasmus Pedersen | Kerékpározás  | Férfi csapat üldözőverseny     |
| Ezüst | Amalie Dideriksen Julie Leth | Kerékpározás  | Női madison                    |
| Ezüst | Nemzeti válogatott Lasse Andersson Mathias Gidsel Jóhan Hansen Mikkel Hansen Jacob Holm Emil Jakobsen Magnus Landin Jacobsen Niklas Landin Jacobsen Mads Mensah Larsen Kevin Møller Henrik Møllgaard Morten Olsen Magnus Saugstrup Lasse Svan Hansen Henrik Toft Hansen | Kézilabda     | Férfi                          |
| Ezüst | Jesper Hansen | Sportlövészet | Férfi skeet                    |
| Bronz | Joachim Sutton Frederic Vystavel | Evezés        | Férfi kormányos nélküli kettes |
| Bronz | Emma Jørgensen | Kajak-kenu    | Női kajak egyes 200 m          |
| Bronz | Emma Jørgensen | Kajak-kenu    | Női kajak egyes 500 m          |
| Bronz | Pernille Blume | Úszás         | Női 50 m gyors                 |

## Asztalitenisz
Férfi
| Versenyző      | Versenyszám | Selejtező         | 64-es főtábla     | 48-as főtábla                                         | 32-es főtábla                               | Nyolcaddöntő      | Negyeddöntő       | Elődöntő          | Döntő             | Helyezés |
| Versenyző      | Versenyszám | Ellenfél Eredmény | Ellenfél Eredmény | Ellenfél Eredmény                                     | Ellenfél Eredmény                           | Ellenfél Eredmény | Ellenfél Eredmény | Ellenfél Eredmény | Ellenfél Eredmény | Helyezés |
| -------------- | ----------- | ----------------- | ----------------- | ----------------------------------------------------- | ------------------------------------------- | ----------------- | ----------------- | ----------------- | ----------------- | -------- |
| Jonathan Groth | Egyes       | erőnyerő          | erőnyerő          | Majoros Bence (HUN) · 12–10, 12–10, 11–4, 3–11, 12–10 | Simon Gauzy (FRA) · 10–12, 9–11, 9–11, 5–11 | kiesett           | kiesett           | kiesett           | kiesett           | 17.      |

## Atlétika
Férfi
| Versenyző                                                            | Versenyszám     | Selejtező | Selejtező | Selejtező | Előfutam | Előfutam | Előfutam | Elődöntő | Elődöntő | Elődöntő | Döntő   | Döntő    |
| Versenyző                                                            | Versenyszám     | Idő       | Hely.     | Össz.     | Idő      | Hely.    | Össz.    | Idő      | Hely.    | Össz.    | Idő     | Helyezés |
| -------------------------------------------------------------------- | --------------- | --------- | --------- | --------- | -------- | -------- | -------- | -------- | -------- | -------- | ------- | -------- |
| Kojo Musah                                                           | 100 m           | kiemelt   | kiemelt   | kiemelt   | 10,20    | 4.       | 28.      | kiesett  | kiesett  | kiesett  | kiesett | kiesett  |
| Ole Hesselbjerg                                                      | 3000 m akadály  |           |           |           | 8:24,08  | 8.       | 24.      |          |          |          | kiesett | kiesett  |
| Thijs Nijhuis                                                        | Maraton         |           |           |           |          |          |          |          |          |          | 2:26:59 | 69.      |
| Abdi Ulad                                                            | Maraton         |           |           |           |          |          |          |          |          |          | 2:15:50 | 23.      |
| Simon Hansen Tazana Kamanga-Dyrbak Kojo Musah Frederik Schou-Nielsen | 4 × 100 m váltó |           |           |           | 38,16    | 7.       | 9.       |          |          |          | kiesett | kiesett  |

Női
| Versenyző                                                              | Versenyszám     | Előfutam | Előfutam | Előfutam | Elődöntő | Elődöntő | Elődöntő | Döntő   | Döntő    |
| Versenyző                                                              | Versenyszám     | Idő      | Hely.    | Össz.    | Idő      | Hely.    | Össz.    | Idő     | Helyezés |
| ---------------------------------------------------------------------- | --------------- | -------- | -------- | -------- | -------- | -------- | -------- | ------- | -------- |
| Sara Slott Petersen                                                    | 400 m gát       | 55,52    | 3.       | 16.      | kizárták | kizárták | kizárták | kiesett | kiesett  |
| Anna Emilie Møller                                                     | 3000 m akadály  | 9:31,99  | 9.       | 21.      |          |          |          | kiesett | kiesett  |
| Mathilde Kramer Astrid Glenner-Frandsen Emma Beiter Bomme Ida Karstoft | 4 × 100 m váltó | 43,51    | 7.       | 14.      |          |          |          | kiesett | kiesett  |

## Birkózás
Férfi
Kötöttfogású
| Versenyző          | Versenyszám | Selejtező         | Nyolcaddöntő                | Negyeddöntő       | Elődöntő          | Vigaszág elődöntő          | Bronz- mérkőzés   | Döntő             | Helyezés |
| Versenyző          | Versenyszám | Ellenfél Eredmény | Ellenfél Eredmény           | Ellenfél Eredmény | Ellenfél Eredmény | Ellenfél Eredmény          | Ellenfél Eredmény | Ellenfél Eredmény | Helyezés |
| ------------------ | ----------- | ----------------- | --------------------------- | ----------------- | ----------------- | -------------------------- | ----------------- | ----------------- | -------- |
| Fredrik Bjerrehuus | 67 kg       | erőnyerő          | Parviz Naszibov (UKR) · 1–5 |                   |                   | Artyom Szurkov (ROC) · 0–7 | kiesett           | kiesett           | 14.      |

## Cselgáncs
Női
| Versenyző   | Versenyszám | 32-es főtábla                                   | Nyolcaddöntő      | Negyeddöntő       | Elődöntő          | Vigaszág elődöntő | Bronz- mérkőzés   | Döntő             | Helyezés |
| Versenyző   | Versenyszám | Ellenfél Eredmény                               | Ellenfél Eredmény | Ellenfél Eredmény | Ellenfél Eredmény | Ellenfél Eredmény | Ellenfél Eredmény | Ellenfél Eredmény | Helyezés |
| ----------- | ----------- | ----------------------------------------------- | ----------------- | ----------------- | ----------------- | ----------------- | ----------------- | ----------------- | -------- |
| Lærke Olsen | Váltósúly   | Catherine Beauchemin-Pinard (CAN) · 00(0)–10(0) | kiesett           | kiesett           | kiesett           | kiesett           | kiesett           | kiesett           | 17.      |

## Evezés
Férfi
| Versenyző                        | Versenyszám              | Előfutam | Előfutam | Vigaszág | Vigaszág | Negyeddöntő | Negyeddöntő | Elődöntő | Elődöntő | Elődöntő | Döntő | Döntő   | Döntő | Helyezés |
| Versenyző                        | Versenyszám              | Idő      | Hely.    | Idő      | Hely.    | Idő         | Hely.       | Típus    | Idő      | Hely.    | Típus | Idő     | Hely. | Helyezés |
| -------------------------------- | ------------------------ | -------- | -------- | -------- | -------- | ----------- | ----------- | -------- | -------- | -------- | ----- | ------- | ----- | -------- |
| Sverri Sandberg Nielsen          | Egypárevezős             | 7:02,88  | 1.       | erőnyerő | erőnyerő | 7:10,52     | 1.          | A/B      | 6:44,00  | 2.       | A     | 6:42,73 | 4.    | 4.       |
| Frederic Vystavel Joachim Sutton | Kormányos nélküli kettes | 6:36,93  | 2.       | erőnyerő | erőnyerő |             |             | A/B      | 6:14,88  | 2.       | A     | 6:19,88 | 3.    |          |

Női
| Versenyző                                                                   | Versenyszám              | Előfutam | Előfutam | Vigaszág | Vigaszág | Elődöntő | Elődöntő | Elődöntő | Döntő | Döntő   | Döntő | Helyezés |
| Versenyző                                                                   | Versenyszám              | Idő      | Hely.    | Idő      | Hely.    | Típus    | Idő      | Hely.    | Típus | Idő     | Hely. | Helyezés |
| --------------------------------------------------------------------------- | ------------------------ | -------- | -------- | -------- | -------- | -------- | -------- | -------- | ----- | ------- | ----- | -------- |
| Hedvig Rasmussen Fie Udby Erichsen                                          | Kormányos nélküli kettes | 7:22,86  | 2.       | erőnyerő | erőnyerő | A/B      | 7:08,44  | 6.       | B     | 6:59,48 | 2.    | 8.       |
| Trine Dahl Pedersen Christina Johansen Frida Sanggaard Nielsen Ida Jacobsen | Kormányos nélküli négyes | 6:50,15  | 5.       | 7:01,17  | 6.       |          |          |          | B     | 6:34,72 | 2.    | 8.       |

## Golf
| Versenyző         | Versenyszám  | 1. forduló | 1. forduló | 2. forduló | 2. forduló | 3. forduló | 3. forduló | 4. forduló | 4. forduló | Összesen | Összesen | Összesen |
| Versenyző         | Versenyszám  | Pont       | Par        | Pont       | Par        | Pont       | Par        | Pont       | Par        | Pontszám | Par      | Helyezés |
| ----------------- | ------------ | ---------- | ---------- | ---------- | ---------- | ---------- | ---------- | ---------- | ---------- | -------- | -------- | -------- |
| Joachim B. Hansen | Férfi egyéni | 66         | −5         | 73         | +2         | 67         | −4         | 69         | −2         | 275      | −9       | 27.      |
| Rasmus Højgaard   | Férfi egyéni | 73         | +2         | 68         | −3         | 66         | −5         | 71         | 0          | 278      | −6       | 38.      |
| Nanna Madsen      | Női egyéni   | 69         | −2         | 64         | −7         | 72         | +1         | 69         | −2         | 274      | −10      | 9.       |
| Emily Pedersen    | Női egyéni   | 70         | −1         | 63         | −8         | 70         | −1         | 68         | −3         | 271      | −13      | 5.       |

## Gördeszka
Férfi
| Versenyző     | Versenyszám | Selejtező | Selejtező | Döntő   | Döntő   | Helyezés |
| Versenyző     | Versenyszám | Pont      | Hely.     | Pont    | Hely.   | Helyezés |
| ------------- | ----------- | --------- | --------- | ------- | ------- | -------- |
| Rune Glifberg | Egyéni park | 37,61     | 19.       | kiesett | kiesett | 19.      |

## Íjászat
Női
| Versenyző  | Versenyszám | Selejtező | Selejtező | 64-es főtábla                         | 32-es főtábla                     | Nyolcaddöntő      | Negyeddöntő       | Elődöntő          | Döntő             | Helyezés |
| Versenyző  | Versenyszám | Pont      | Kiemelés  | Ellenfél Eredmény                     | Ellenfél Eredmény                 | Ellenfél Eredmény | Ellenfél Eredmény | Ellenfél Eredmény | Ellenfél Eredmény | Helyezés |
| ---------- | ----------- | --------- | --------- | ------------------------------------- | --------------------------------- | ----------------- | ----------------- | ----------------- | ----------------- | -------- |
| Maja Jager | Egyéni      | 649       | 25.       | Diananda Choirunisa (INA) (40.) · 6–2 | Kszenyija Perova (ROC) (8.) · 3–7 | kiesett           | kiesett           | kiesett           | kiesett           | 17.      |

## Kajak-kenu

### Gyorsasági
Női
| Versenyző                                                       | Versenyszám        | Előfutam | Előfutam | Előfutam | Negyeddöntő | Negyeddöntő | Negyeddöntő | Elődöntő | Elődöntő | Elődöntő | Döntő   | Döntő    | Döntő    | Helyezés |
| Versenyző                                                       | Versenyszám        | Idő      | Hely.    | Össz.    | Idő         | Hely.       | Össz.       | Idő      | Hely.    | Össz.    | Típus   | Idő      | Helyezés | Helyezés |
| --------------------------------------------------------------- | ------------------ | -------- | -------- | -------- | ----------- | ----------- | ----------- | -------- | -------- | -------- | ------- | -------- | -------- | -------- |
| Sara Milthers                                                   | Kajak egyes 200 m  | 43,863   | 6.       | 26.      | 43,675      | 5.          | 14.         | kiesett  | kiesett  | kiesett  | kiesett | kiesett  | kiesett  | 24.      |
| Emma Jørgensen                                                  | Kajak egyes 200 m  | 41,572   | 1.       | 11.      | erőnyerő    | erőnyerő    | erőnyerő    | 38,457   | 2.       | 2.       | A       | 38,901   | 3.       |          |
| Emma Jørgensen                                                  | Kajak egyes 500 m  | 1:49,231 | 2.       | 9.       | erőnyerő    | erőnyerő    | erőnyerő    | 1:52,931 | 2.       | 8.       | A       | 1:52,773 | 3.       |          |
| Julie Funch Bolette Nyvang Iversen                              | Kajak kettes 500 m | 1:52,730 | 5.       | 19.      | 1:52,678    | 5.          | 10.         | kiesett  | kiesett  | kiesett  | kiesett | kiesett  | kiesett  | 18.      |
| Emma Jørgensen Julie Funch Sara Milthers Bolette Nyvang Iversen | Kajak négyes 500 m | 1:38,453 | 5.       | 8.       | 1:37,682    | 6.          | 6.          | 1:37,386 | 4.       | 7.       | A       | 1:41,141 | 8.       | 8.       |

## Kerékpározás

### BMX
Pálya
| Versenyző          | Versenyszám | Negyeddöntő | Negyeddöntő | Elődöntő | Elődöntő | Döntő  | Döntő    | Helyezés |
| Versenyző          | Versenyszám | Pont        | Helyezés    | Pont     | Helyezés | Idő    | Helyezés | Helyezés |
| ------------------ | ----------- | ----------- | ----------- | -------- | -------- | ------ | -------- | -------- |
| Simone Christensen | Női         | 7           | 2.          | 10       | 2.       | 45,582 | 6.       | 6.       |

### Hegyi-kerékpározás
| Versenyző                 | Versenyszám        | Idő     | Helyezés |
| ------------------------- | ------------------ | ------- | -------- |
| Sebastian Fini Carstensen | Férfi terepverseny | 1:30:28 | 22.      |
| Caroline Bohé             | Női terepverseny   | 1:20:57 | 13.      |
| Malene Degn               | Női terepverseny   | 1:20:34 | 12.      |

### Országúti kerékpározás
Férfi
| Versenyző               | Versenyszám   | Idő                 | Helyezés      |
| ----------------------- | ------------- | ------------------- | ------------- |
| Jakob Fuglsang          | Mezőnyverseny | 6:08:09 (+2:43)     | 12.           |
| Christopher Juul Jensen | Mezőnyverseny | nem ért célba       | nem ért célba |
| Michael Valgren         | Mezőnyverseny | 6:21:46 (+16:20)    | 78.           |
| Kasper Asgreen          | Mezőnyverseny | nem ért célba       | nem ért célba |
| Kasper Asgreen          | Időfutam      | 56:52,21 (+1:48,02) | 7.            |

Női
| Versenyző             | Versenyszám   | Idő                 | Helyezés      |
| --------------------- | ------------- | ------------------- | ------------- |
| Cecilie Uttrup Ludwig | Mezőnyverseny | 3:54:31 (+1:46)     | 10.           |
| Emma Norsgaard        | Mezőnyverseny | nem ért célba       | nem ért célba |
| Emma Norsgaard        | Időfutam      | 33:50,18 (+3:36,69) | 17.           |

### Pálya-kerékpározás
Üldözőversenyek
| Versenyző                                                         | Versenyszám  | Selejtező | Selejtező | Elődöntő                                                                                       | Elődöntő  | Elődöntő | Döntő                                                                                             | Döntő     | Döntő    |
| Versenyző                                                         | Versenyszám  | Idő       | Hely.     | Ellenfél Idő                                                                                   | Saját idő | Hely.    | Ellenfél Idő                                                                                      | Saját idő | Helyezés |
| ----------------------------------------------------------------- | ------------ | --------- | --------- | ---------------------------------------------------------------------------------------------- | --------- | -------- | ------------------------------------------------------------------------------------------------- | --------- | -------- |
| Lasse Norman Hansen Niklas Larsen Frederik Madsen Rasmus Pedersen | Férfi csapat | 3:45,014  | 1.        | Nagy-Britannia (GBR) · Ethan Hayter · Charlie Tanfield · Ethan Vernon · Oliver Wood · 4:28,489 | nincs idő | 2.       | Olaszország (ITA) · Simone Consonni · Filippo Ganna · Francesco Lamon · Jonathan Milan · 3:42,032 | 3:42,198  |          |

Omnium
| Versenyző     | Versenyszám | 10 km-es scratch | 10 km-es scratch | 10 km-es tempóverseny | 10 km-es tempóverseny | Kieséses verseny | Kieséses verseny | 25 km-es pontverseny | 25 km-es pontverseny | Összesítés | Összesítés |
| Versenyző     | Versenyszám | Pont             | Hely.            | Pont                  | Hely.                 | Pont             | Hely.            | Pont                 | Hely.                | Pont       | Helyezés   |
| ------------- | ----------- | ---------------- | ---------------- | --------------------- | --------------------- | ---------------- | ---------------- | -------------------- | -------------------- | ---------- | ---------- |
| Niklas Larsen | Férfi       | 32               | 5.               | 30                    | 6.                    | 26               | 8.               | 25                   | 7.                   | 113        | 5.         |

| Versenyző         | Versenyszám | 7,5 km-es scratch | 7,5 km-es scratch | 7,5 km-es tempóverseny | 7,5 km-es tempóverseny | Kieséses verseny | Kieséses verseny | 20 km-es pontverseny | 20 km-es pontverseny | Összesítés | Összesítés |
| Versenyző         | Versenyszám | Pont              | Hely.             | Pont                   | Hely.                  | Pont             | Hely.            | Pont                 | Hely.                | Pont       | Helyezés   |
| ----------------- | ----------- | ----------------- | ----------------- | ---------------------- | ---------------------- | ---------------- | ---------------- | -------------------- | -------------------- | ---------- | ---------- |
| Amalie Dideriksen | Női         | 26                | 8.                | 30                     | 6.                     | 36               | 3.               | 11                   | 16.                  | 103        | 4.         |

Madison
| Versenyző                          | Versenyszám | Döntő | Döntő | Helyezés |
| Versenyző                          | Versenyszám | Pont  | Hely. | Helyezés |
| ---------------------------------- | ----------- | ----- | ----- | -------- |
| Lasse Norman Hansen Michael Mørkøv | Férfi       | 43    | 1.    |          |
| Amalie Dideriksen Julie Leth       | Női         | 35    | 2.    |          |

## Kézilabda

### Férfi
| Dán férfi kézilabdacsapat-játékoskeret | Dán férfi kézilabdacsapat-játékoskeret                                                                                            |
| --- | --- |
| - Lasse Andersson - Mathias Gidsel - Jóhan Hansen - Mikkel Hansen - Jacob Holm - Emil Jakobsen - Magnus Landin Jacobsen - Niklas Landin Jacobsen | - Mads Mensah Larsen - Kevin Møller - Henrik Møllgaard - Morten Olsen - Magnus Saugstrup - Lasse Svan Hansen - Henrik Toft Hansen |
| Szövetségi kapitány: Nikolaj Jacobsen | |

#### Eredmények
Csoportkör
B csoport
| Hely. | Csapat           | M | Gy | D | V | G+  | G–  | Gk  | P | Továbbjutás |
| ----- | ---------------- | - | -- | - | - | --- | --- | --- | - | ----------- |
| 1.    | Dánia (DEN)      | 5 | 4  | 0 | 1 | 174 | 139 | +35 | 8 | Negyeddöntő |
| 2.    | Egyiptom (EGY)   | 5 | 4  | 0 | 1 | 154 | 134 | +20 | 8 | Negyeddöntő |
| 3.    | Svédország (SWE) | 5 | 4  | 0 | 1 | 144 | 142 | +2  | 8 | Negyeddöntő |
| 4.    | Bahrein (BRN)    | 5 | 1  | 0 | 4 | 129 | 149 | −20 | 2 | Negyeddöntő |
| 5.    | Portugália (POR) | 5 | 1  | 0 | 4 | 143 | 156 | −13 | 2 |             |
| 6.    | Japán (JPN) (R)  | 5 | 1  | 0 | 4 | 146 | 170 | −24 | 2 |             |

1. 1 2 3  Dánia 2 pont, +2 gk; Egyiptom 2 pont, 0 gk, Svédország 2 pont, −2 gk
2. 1 2 3  Bahrein 2 pont, +1 gk; Portugália 2 pont, 0 gk, Japán 2 pont, −1 gk

| 2021. július 24. 21:30 (14:30) | Dánia (DEN)       | 47–30       | Japán (JPN) | Jojogi Nemzeti Sportcsarnok, Tokió Játékvezetők: Schulze, Tönnies (GER) |
| 2021. július 24. 21:30 (14:30) | Holm, Saugstrup 9 | (25–14)     | Motoki 8    | Jojogi Nemzeti Sportcsarnok, Tokió Játékvezetők: Schulze, Tönnies (GER) |
| 2021. július 24. 21:30 (14:30) | 1× 1×             | Jegyzőkönyv | 4× 1×       | Jojogi Nemzeti Sportcsarnok, Tokió Játékvezetők: Schulze, Tönnies (GER) |

| 2021. július 26. 14:15 (7:15) | Egyiptom (EGY) | 27–32       | Dánia (DEN) | Jojogi Nemzeti Sportcsarnok, Tokió Játékvezetők: Raluy, Sabroso (ESP) |
| 2021. július 26. 14:15 (7:15) | Hesham 6       | (15–14)     | M. Hansen 9 | Jojogi Nemzeti Sportcsarnok, Tokió Játékvezetők: Raluy, Sabroso (ESP) |
| 2021. július 26. 14:15 (7:15) | 5×             | Jegyzőkönyv | 5× 2×       | Jojogi Nemzeti Sportcsarnok, Tokió Játékvezetők: Raluy, Sabroso (ESP) |

| 2021. július 28. 9:00 (2:00) | Dánia (DEN) | 31–21       | Bahrein (BRN)  | Jojogi Nemzeti Sportcsarnok, Tokió Játékvezetők: Horáček, Novotný (CZE) |
| 2021. július 28. 9:00 (2:00) | Hansen 6    | (12–7)      | négy játékos 3 | Jojogi Nemzeti Sportcsarnok, Tokió Játékvezetők: Horáček, Novotný (CZE) |
| 2021. július 28. 9:00 (2:00) | 1×          | Jegyzőkönyv | 3× 3×          | Jojogi Nemzeti Sportcsarnok, Tokió Játékvezetők: Horáček, Novotný (CZE) |

| 2021. július 30. 19:30 (12:30) | Portugália (POR) | 28–34       | Dánia (DEN) | Jojogi Nemzeti Sportcsarnok, Tokió Játékvezetők: Nachevski, Nikolov (MKD) |
| 2021. július 30. 19:30 (12:30) | Branquinho 4     | (19–20)     | M. Hansen 9 | Jojogi Nemzeti Sportcsarnok, Tokió Játékvezetők: Nachevski, Nikolov (MKD) |
| 2021. július 30. 19:30 (12:30) | 4× 1×            | Jegyzőkönyv | 3×          | Jojogi Nemzeti Sportcsarnok, Tokió Játékvezetők: Nachevski, Nikolov (MKD) |

| 2021. augusztus 1. 21:30 (14:30) | Dánia (DEN)         | 30–33       | Svédország (SWE)       | Jojogi Nemzeti Sportcsarnok, Tokió Játékvezetők: Schulze, Tönnies (GER) |
| 2021. augusztus 1. 21:30 (14:30) | Gidsel, J. Hansen 5 | (13–17)     | Carlsbogård, Sandell 6 | Jojogi Nemzeti Sportcsarnok, Tokió Játékvezetők: Schulze, Tönnies (GER) |
| 2021. augusztus 1. 21:30 (14:30) | 2× 3×               | Jegyzőkönyv | 6× 2×                  | Jojogi Nemzeti Sportcsarnok, Tokió Játékvezetők: Schulze, Tönnies (GER) |

Negyeddöntő
| 2021. augusztus 3. 17:00 (10:00) | Dánia (DEN)       | 31–25       | Norvégia (NOR) | Jojogi Nemzeti Sportcsarnok, Tokió Játékvezetők: Bonaventura, Bonaventura (FRA) |
| 2021. augusztus 3. 17:00 (10:00) | M. Hansen, Holm 8 | (13–12)     | Sagosen 8      | Jojogi Nemzeti Sportcsarnok, Tokió Játékvezetők: Bonaventura, Bonaventura (FRA) |
| 2021. augusztus 3. 17:00 (10:00) | 4× 1×             | Jegyzőkönyv | 3× 1×          | Jojogi Nemzeti Sportcsarnok, Tokió Játékvezetők: Bonaventura, Bonaventura (FRA) |

Elődöntő
| 2021. augusztus 5. 21:00 (14:00) | Spanyolország (ESP)    | 23–27       | Dánia (DEN)  | Jojogi Nemzeti Sportcsarnok, Tokió Játékvezetők: Brunner, Salah (SUI) |
| 2021. augusztus 5. 21:00 (14:00) | Dujsebajev, Figueras 5 | (10–14)     | M. Hansen 12 | Jojogi Nemzeti Sportcsarnok, Tokió Játékvezetők: Brunner, Salah (SUI) |
| 2021. augusztus 5. 21:00 (14:00) | 4× 1×                  | Jegyzőkönyv | 2×           | Jojogi Nemzeti Sportcsarnok, Tokió Játékvezetők: Brunner, Salah (SUI) |

Döntő
| 2021. augusztus 7. 21:00 (14:00) | Franciaország (FRA) | 25–23       | Dánia (DEN) | Jojogi Nemzeti Sportcsarnok, Tokió Játékvezetők: Nikolov, Nachevski (MKD) |
| 2021. augusztus 7. 21:00 (14:00) | Remili 5            | (14–10)     | Hansen 9    | Jojogi Nemzeti Sportcsarnok, Tokió Játékvezetők: Nikolov, Nachevski (MKD) |
| 2021. augusztus 7. 21:00 (14:00) | 4×                  | Jegyzőkönyv | 1× 1×       | Jojogi Nemzeti Sportcsarnok, Tokió Játékvezetők: Nikolov, Nachevski (MKD) |

| Csapat      | Helyezés |
| ----------- | -------- |
| Dánia (DEN) |          |

## Lovaglás
Díjlovaglás
| Versenyző                                                   | Ló                               | Versenyszám | Selejtező | Selejtező | Selejtező | Döntő  | Döntő | Végeredmény | Végeredmény |
| Versenyző                                                   | Ló                               | Versenyszám | Csop.     | Pont      | Hely.     | Pont   | Hely. | Pont        | Helyezés    |
| ----------------------------------------------------------- | -------------------------------- | ----------- | --------- | --------- | --------- | ------ | ----- | ----------- | ----------- |
| Cathrine Dufour                                             | Bohemian                         | Egyéni      | B         | 81,056    | 1.        | 87,507 | 4.    | 87,507      | 4.          |
| Carina Cassøe Krüth                                         | Heiline's Danciera               | Egyéni      | D         | 76,677    | 1.        | 83,329 | 7.    | 83,329      | 7.          |
| Nanna Merrald Rasmussen                                     | Zack                             | Egyéni      | A         | 73,168    | 3.        | 80,893 | 11.   | 80,893      | 11.         |
| Cathrine Dufour Carina Cassøe Krüth Nanna Merrald Rasmussen | Bohemian Heiline's Danciera Zack | Csapat      |           | 7435,0    | 3.        | 7540,0 | 4.    | 7540,0      | 4.          |

Díjugratás
| Versenyző     | Ló          | Versenyszám | Selejtező | Selejtező | Selejtező | Döntő       | Döntő       | Döntő       | Döntő     | Döntő     | Döntő     | Végeredmény |
| Versenyző     | Ló          | Versenyszám | Selejtező | Selejtező | Selejtező | Alapverseny | Alapverseny | Alapverseny | Szétugrás | Szétugrás | Szétugrás | Végeredmény |
| Versenyző     | Ló          | Versenyszám | Bünt.     | Idő       | Hely.     | Bünt.       | Idő         | Hely.       | Bünt.     | Idő       | Hely.     | Helyezés    |
| ------------- | ----------- | ----------- | --------- | --------- | --------- | ----------- | ----------- | ----------- | --------- | --------- | --------- | ----------- |
| Andreas Schou | Darc de Lux | Egyéni      | 9         | 89,52     | =47.      | kiesett     | kiesett     | kiesett     | kiesett   | kiesett   | kiesett   | 47.         |

Lovastusa
| Versenyző    | Ló          | Versenyszám | Díjlovaglás | Díjlovaglás | Tereplovaglás | Tereplovaglás | Tereplovaglás | Díjugratás | Díjugratás  | Díjugratás | Díjugratás | Végeredmény | Végeredmény |
| Versenyző    | Ló          | Versenyszám | Díjlovaglás | Díjlovaglás | Tereplovaglás | Tereplovaglás | Tereplovaglás | Selejtező  | Selejtező   | Selejtező  | Döntő      | Végeredmény | Végeredmény |
| Versenyző    | Ló          | Versenyszám | Bünt.       | Hely.       | Bünt.         | Bünt. össz.   | Hely.         | Bünt.      | Bünt. össz. | Hely.      | Bünt.      | Bünt.       | Helyezés    |
| ------------ | ----------- | ----------- | ----------- | ----------- | ------------- | ------------- | ------------- | ---------- | ----------- | ---------- | ---------- | ----------- | ----------- |
| Peter Flarup | Fascination | Egyéni      | 33,7        | 34.         | 67,2          | 100,9         | 45.           | 4,0        | 104,9       | 40.        | kiesett    | 104,9       | 40.         |

## Sportlövészet
Férfi
| Versenyző     | Versenyszám           | Selejtező | Selejtező | Döntő   | Döntő    |
| Versenyző     | Versenyszám           | Pont      | Helyezés  | Pont    | Helyezés |
| ------------- | --------------------- | --------- | --------- | ------- | -------- |
| Steffen Olsen | Sportpuska, összetett | 1160      | 28.       | kiesett | kiesett  |
| Jesper Hansen | Skeet                 | 122       | 6.        | 55      |          |

Női
| Versenyző    | Versenyszám           | Selejtező | Selejtező | Döntő   | Döntő    |
| Versenyző    | Versenyszám           | Pont      | Helyezés  | Pont    | Helyezés |
| ------------ | --------------------- | --------- | --------- | ------- | -------- |
| Anna Nielsen | Légpuska              | 623,3     | 28.       | kiesett | kiesett  |
| Rikke Ibsen  | Légpuska              | 625,0     | 22.       | kiesett | kiesett  |
| Rikke Ibsen  | Sportpuska, összetett | 1157      | 29.       | kiesett | kiesett  |

Vegyes
| Versenyző                  | Versenyszám | Selejtező | Selejtező | Elődöntő | Elődöntő | Döntő   | Döntő    |
| Versenyző                  | Versenyszám | Pont      | Helyezés  | Pont     | Helyezés | Pont    | Helyezés |
| -------------------------- | ----------- | --------- | --------- | -------- | -------- | ------- | -------- |
| Anna Nielsen Steffen Olsen | Légpuska    | 623,1     | 21.       | kiesett  | kiesett  | kiesett | kiesett  |

## Tollaslabda
| Versenyző                           | Versenyszám  | Csoportkör | Csoportkör | Nyolcaddöntő                        | Negyeddöntő                                                                           | Elődöntő                          | Bronz- mérkőzés   | Döntő                                      | Helyezés |
| Versenyző                           | Versenyszám  | Ellenfél Eredmény | Hely.      | Ellenfél Eredmény                   | Ellenfél Eredmény                                                                     | Ellenfél Eredmény                 | Ellenfél Eredmény | Ellenfél Eredmény                          | Helyezés |
| ----------------------------------- | ------------ | --- | ---------- | ----------------------------------- | ------------------------------------------------------------------------------------- | --------------------------------- | ----------------- | ------------------------------------------ | -------- |
| Anders Antonsen                     | Férfi egyes  | L csoport · Nguyễn Tiến Minh (VIE) · 21–13, 21–13 · Ade Resky Dwicahyo (AZE) · 21–16, 21–15 | 1.         | Toby Penty (GBR) · 21–10, 21–15     | Anthony Sinisuka Ginting (INA) · 18–21, 21–15, 18–21                                  | kiesett                           | kiesett           | kiesett                                    | 5.       |
| Viktor Axelsen                      | Férfi egyes  | E csoport · Luka Wraber (AUT) · 21–12, 21–11 · Kalle Koljonen (FIN) · 21–9, 21–13 | 1.         | Wang Tzu-wei (TPE) · 21–16, 21–14   | Shi Yuqi (CHN) · 21–13, 21–13                                                         | Kevin Cordón (GUA) · 21–18, 21–11 |                   | Csen Lung (Chen Long) (CHN) · 21–15, 21–12 |          |
| Kim Astrup Anders Skaarup Rasmussen | Férfi páros  | B csoport · Az Orosz Olimpiai Bizottság versenyzői (ROC) · Vlagyimir Ivanov · Ivan Szozonov · 21–13, 21–18 · Nigéria (NGR) · Godwin Olofua · Anuoluwapo Juwon Opeyori · 21–7, 21–10 · Japán (JPN) · Endó Hirojuki · Vatanabe Júta · 14–21, 12–21 | 2.         |                                     | Kína (CHN) · Li Csün-huj (Li Junhui) · Liu Jü-csen (Liu Yuchen) · 21–12, 14–21, 19–21 | kiesett                           | kiesett           | kiesett                                    | 5.       |
| Mia Blichfeldt                      | Női egyes    | I csoport · Hsuan-Yu Chen (AUS) · 21–7, 21–14 · Linda Zetchiri (BUL) · 21–10, 21–3 | 1.         | Pusarla Sindhu (IND) · 15–21, 13–21 | kiesett                                                                               | kiesett                           | kiesett           | kiesett                                    | 9.       |
| Maiken Fruergaard Sara Thygesen     | Női páros    | C csoport · Kína (CHN) · Du Yue · Li Yinhui · 13–21, 15–21 · Dél-Korea (KOR) · I Szohi (Lee So-hui) · Sin Szungcshan (Shin Seung-chan) · 15–21, 21–19, 22–20 · Ausztrália (AUS) · Setyana Mapasa · Gronya Somerville · 19–21, 21–13, 12–21       | 4.         |                                     | kiesett                                                                               | kiesett                           | kiesett           | kiesett                                    | 13.      |
| Mathias Christiansen Alexandra Bøje | Vegyes páros | C csoport · Japán (JPN) · Vatanabe Júta · Higasino Arisza · 22–20, 11–21, 15–21 · Indonézia (INA) · Praveen Jordan · Melati Daeva Oktavianti · 22–24, 19–21 · Ausztrália (AUS) · Simon Leung · Gronya Somerville · 21–6, 21–14                   | 3.         |                                     | kiesett                                                                               | kiesett                           | kiesett           | kiesett                                    | 9.       |

## Úszás
Férfi
| Versenyző          | Versenyszám  | Előfutam | Előfutam | Előfutam | Elődöntő | Elődöntő | Elődöntő | Döntő   | Döntő    |
| Versenyző          | Versenyszám  | Idő      | Hely.    | Össz.    | Idő      | Hely.    | Össz.    | Idő     | Helyezés |
| ------------------ | ------------ | -------- | -------- | -------- | -------- | -------- | -------- | ------- | -------- |
| Anton Ipsen        | 800 m gyors  | 7:54,98  | 8.       | 21.      |          |          |          | kiesett | kiesett  |
| Anton Ipsen        | 1500 m gyors | 15:01,58 | 6.       | 14.      |          |          |          | kiesett | kiesett  |
| Alexander Nørgaard | 1500 m gyors | 15:28,70 | 8.       | 26.      |          |          |          | kiesett | kiesett  |
| Alexander Nørgaard | 800 m gyors  | 7:53,50  | 4.       | 19.      |          |          |          | kiesett | kiesett  |
| Tobias Bjerg       | 100 m mell   | kizárták | kizárták | kizárták | kiesett  | kiesett  | kiesett  | kiesett | kiesett  |

Női
| Versenyző                                                        | Versenyszám      | Előfutam | Előfutam | Előfutam | Elődöntő | Elődöntő | Elődöntő | Döntő   | Döntő    |
| Versenyző                                                        | Versenyszám      | Idő      | Hely.    | Össz.    | Idő      | Hely.    | Össz.    | Idő     | Helyezés |
| ---------------------------------------------------------------- | ---------------- | -------- | -------- | -------- | -------- | -------- | -------- | ------- | -------- |
| Julie Jensen                                                     | 50 m gyors       | 24,70    | 6.       | 14.      | 24,98    | 8.       | 16.      | kiesett | kiesett  |
| Pernille Blume                                                   | 50 m gyors       | 24,12    | 1.       | 2.       | 24,08    | 1.       | 2.       | 24,21   |          |
| Pernille Blume                                                   | 100 m gyors      | 52,96    | 2.       | 7.       | 53,26    | 5.       | 10.      | kiesett | kiesett  |
| Signe Bro                                                        | 100 m gyors      | 53,54    | 5.       | 13.      | 53,55    | 6.       | 12.      | kiesett | kiesett  |
| Helena Rosendahl Bach                                            | 1500 m gyors     | 16:29,56 | 3.       | 25.      |          |          |          | kiesett | kiesett  |
| Helena Rosendahl Bach                                            | 200 m pillangó   | 2:09,37  | 4.       | 10.      | 2:10,05  | 6.       | 12.      | kiesett | kiesett  |
| Emilie Beckmann                                                  | 100 m pillangó   | 58,84    | 7.       | 22.      | kiesett  | kiesett  | kiesett  | kiesett | kiesett  |
| Pernille Blume Signe Bro Julie Jensen Jeanette Ottesen           | 4 × 100 m gyors  | 3:35,56  | 3.       | 7.       |          |          |          | 3:35,70 | 8.       |
| Karoline Sørensen Clara Rybak-Andersen Emilie Beckmann Signe Bro | 4 × 100 m vegyes | 4:04,04  | 8.       | 15.      |          |          |          | kiesett | kiesett  |

## Vitorlázás
Férfi
| Versenyző                        | Versenyszám  | Futam | Futam | Futam | Futam | Futam | Futam | Futam | Futam | Futam | Futam | Futam | Futam | Futam | Pontszám | Helyezés |
| Versenyző                        | Versenyszám  | 1     | 2     | 3     | 4     | 5     | 6     | 7     | 8     | 9     | 10    | 11    | 12    | É     | Pontszám | Helyezés |
| -------------------------------- | ------------ | ----- | ----- | ----- | ----- | ----- | ----- | ----- | ----- | ----- | ----- | ----- | ----- | ----- | -------- | -------- |
| Jakob Precht Jensen Jonas Warrer | 49er osztály | 6     | 5     | 10    | 3     | 1     | 4     | 6     | 4     | 14    | (15)  | 5     | 8     | 16    | 82       | 5.       |

Női
| Versenyző                                    | Versenyszám     | Futam | Futam | Futam | Futam | Futam | Futam | Futam | Futam | Futam | Futam | Futam | Futam | Futam | Pontszám | Helyezés |
| Versenyző                                    | Versenyszám     | 1     | 2     | 3     | 4     | 5     | 6     | 7     | 8     | 9     | 10    | 11    | 12    | É     | Pontszám | Helyezés |
| -------------------------------------------- | --------------- | ----- | ----- | ----- | ----- | ----- | ----- | ----- | ----- | ----- | ----- | ----- | ----- | ----- | -------- | -------- |
| Lærke Buhl-Hansen                            | Szörfvitorlázás | (9)   | 4     | 8     | 4     | 9     | 8     | 6     | 5     | 5     | 8     | 9     | 9     | 18    | 93       | 7.       |
| Anne-Marie Rindom                            | Laser radial    | 6     | 5     | 3     | 13    | 4     | 4     | 2     | 1     | 26    | (45)  |       |       | 14    | 78       |          |
| Ida Marie Baad Nielsen Marie Thusgaard Olsen | 49erFX osztály  | 14    | 4     | 3     | 5     | 1     | 11    | 14    | (17)  | 17    | 9     | 6     | 14    | 8     | 106      | 8.       |

Vegyes
| Versenyző                          | Versenyszám | Futam | Futam | Futam | Futam | Futam | Futam | Futam | Futam | Futam | Futam | Futam | Futam | Futam | Pontszám | Helyezés |
| Versenyző                          | Versenyszám | 1     | 2     | 3     | 4     | 5     | 6     | 7     | 8     | 9     | 10    | 11    | 12    | É     | Pontszám | Helyezés |
| ---------------------------------- | ----------- | ----- | ----- | ----- | ----- | ----- | ----- | ----- | ----- | ----- | ----- | ----- | ----- | ----- | -------- | -------- |
| Lin Cenholt Christian Peter Lübeck | Nacra 17    | 8     | 8     | 10    | 7     | 2     | 4     | (13)  | 11    | 11    | 1     | 3     | 1     | 4     | 70       | 4.       |